# Complesso di Gesù e Maria
Il complesso di Gesù e Maria è un monumentale complesso architettonico di Napoli, costituito da un convento (oggi adibito a ospedale) e da una chiesa.

## Storia
Sita sulla sommità della zona di Pontecorvo, ricca di edifici religiosi perlopiù di origine conventuale, il complesso nacque nel 1580 per volere del domenicano fra Silvio d'Atripalda che ottenne un suolo da Ascanio Coppola.
Nel 1585 il complesso, di esigue dimensioni come pure la chiesa, venne rimaneggiato secondo uno stile barocco da parte di Domenico Fontana che ampliò la chiesa e vi applicò la formula architettonica della facciata a due campanili, comunissima a Roma dove il Fontana aveva precedentemente operato.
Il rifacimento fu possibile grazie alle generose elargizioni di molti nobili e prelati napoletani, tra cui Ferrante Caracciolo, I duca di Airola.
Il decadimento del monastero cominciò nel 1812 quando i domenicani furono espulsi per la politica di confisca dei beni degli ordini ecclesiastici promossa durante il decennio francese
Nel 1863 il complesso, passato nel frattempo ad altro ordine, fu adibito a usi civili e tramutato in ospedale, mentre la chiesa fu affidata a una congregazione. Nel 1895 presso l'ospedale fu fondata la scuola della Croce Azzurra, una delle prime scuole per infermiere professionali d'Italia.
Segnalata già in cattivo stato alla fine dell'Ottocento, nel 1979 la chiesa fu chiusa perché pericolante e colpita da vari furti. Il terremoto dell'anno successivo completò l'opera, portando nell'oblio il tempio che fu depredato di molti arredi e opere. Nel frattempo anche l'ospedale è stato smantellato.
La chiesa è stata riaperta eccezionalmente per il Maggio dei monumenti 2012, ma, in attesa del completamento dei lavori di ristrutturazione e restauro delle decorazioni superstiti, rimane incerta una sua nuova riapertura.

## La chiesa
La chiesa, intitolata a Gesù e Maria, è anch'essa una pregevole opera di Domenico Fontana; è composta da una vasta navata con cupola e transetto irregolare.
La facciata mostra l'intervento romano del Fontana con l'inusitata soluzione (per Napoli) dei due campanili ai lati della facciata. Il portale è sormontato da un timpano arcuato spezzato al cui centro insiste un busto seicentesco della Madonna col Bambino. Al di sotto una lapide ricorda la donazione di Ferdinando Caracciolo.
Colpisce l'assenza di una bella balaustra che delimitava i malconci sagrato e scalinata, da inserire nel novero delle opere rubate.
All'interno erano custodite molte importanti opere, la maggior parte delle quali sono scampate alla razzia dei predatori d'arte, tra cui pitture come Adorazione dei Pastori' di Fabrizio Santafede, trasferita al Museo nazionale di Capodimonte. Tuttavia sono ancora presenti, sebbene necessitanti di un restauro, decorazioni di Giovanni Bernardino Azzolino, che dipinse in particolare gli affreschi della cappella di San Raimondo sul lato sinistro e della cappella con cupola del transetto destro.
Di Belisario Corenzio invece sono gli affreschi della cappella del transetto sinistro, non speculare a quella destra in quanto sorge a fianco dell'abside.
Anche l'altare maggiore risulta depredato, come del resto anche la balaustra in marmi rossi. Ai suoi lati sorgono ancora due monumenti funebri: a destra di chi entra il sepolcro di Isabella Guevara, opera di Dionisio Lazzari in marmi commessi e con statua della nobildonna genuflessa. Alla sinistra invece il sepolcro di Emilia Carafa. Le condizioni in cui verte il monumento a Isabella Guevara sono state denunciate dallo storico dell'arte Tomaso Montanari in Le Pietre e il Popolo.
In fondo, è ancora presente lo scheletro degli stalli del coro ligneo.
Un recente restauro ha rimesso in luce l'antico pavimento maiolicato e gli arredi del XVIII secolo.

## Chiostro
Di epoca tardobarocca, risale infatti alla prima metà del XVIII secolo e fu commissionato dai frati francescani, che qui furono ospitati.
Nella seconda soppressione, fu adibito a ospedale e quindi furono cancellate alcune peculiarità che lo rendevano di notevole bellezza; ad esempio, nel corso di un restauro furono abbattute le palme che ne caratterizzavano l'interno.